# HMS Sahib (P212)
HMS Sahib (P-212), «Сахи́б» — подводная лодка (ПЛ) ВМС Великобритании времён Второй Мировой войны. В строю с мая 1942 года. Активно действовала на средиземноморском театре, потопив несколько транспортных судов (на одном из которых, «Шиллин», погибло свыше 700 британских военнопленных) и немецкую ПЛ U-301. 24 апреля 1943 года, атакованная итальянскими силами, была затоплена, экипаж сдался. Единственный английский корабль, носивший это название.

## Постройка и оснащение
«Сахиб» была ПЛ третьей серии подводных лодок «типа S» (всего построено 62 единицы лодок «типа S», третьей серии — 5), строилась на верфи «Кэммел-Лэрд» в г. Биркенхед. Заложена 5 июля 1940 года, спущена на воду 19 января 1942 года, в строю с 13 мая 1942 года. Как и остальные лодки данного типа, считалась весьма удачной — в частности, была маневренной, могла быстро погружаться и всплывать. Количество носовых торпедных аппаратов, их расположение и бортовая система торпедной стрельбы позволяли давать залпы сразу из нескольких торпед с больших дистанций.

## Служба

### В составе Флота метрополии
10 мая ПЛ, в командование которой вступил лейтенант Дж. Х. Бромедж, покинула верфь в охранении нидерландского тральщика «Ян ван Гелдер» и перешла в Холи-Лох для прохождения испытаний. После ввода в строй она первое время находилась в составе Флота Метрополии. 26 июня «Сахиб» вышла в свой первый боевой поход и была развёрнута в Норвежском море в составе подводных сил, обеспечивавших прикрытие печально известного конвоя PQ-17, а также конвоя QP-13, шедшего из СССР.
Утром 11 июля в районе 63°16′ с. ш. 02°00′ в. д. на ПЛ, находившейся в надводном положении, была замечена неизвестная подводная лодка. «Сахиб» погрузилась, а после того, как неизвестная ПЛ была опознана как немецкая, в 08:47 выпустила по ней шесть торпед с дистанции около 2700 м, но безрезультатно. Вероятнее всего, «Сахиб» атаковала лодку U-658, на которой через несколько минут после выпуска торпед отметили четыре взрыва. На следующий день ПЛ завершила поход и вернулась в базу в Леруик, затем перешла в Холи-Лох.
После этого ПЛ была переброшена на Средиземное море. 9 августа 1942 года «Сахиб», вместе с ПЛ «Талисман» в охранении вооружённой яхты «Уайт Беар» вышла из Холи-Лох в Гибралтар. 9 августа около 12:19 она в районе 46°31′ с. ш. 13°20′ з. д.  обнаружила и, находясь в подводном положении, с дистанции менее 400 м атаковала пятью торпедами немецкую ПЛ (это была U-84). Попаданий не было, но на немецкой лодке слышали четыре отдалённых взрыва — видимо, выпущенные торпеды в конце траектории самоликвидировались.

### На Средиземном море

#### 1942 год
14 августа «Сахиб» прибыла в Гибралтар и с 27 августа начала боевую деятельность. 12 сентября лодка добилась своей первой победы — была потоплена итальянская парусная шхуна «Ида» (примерные координаты: 40°14′ с. ш. 08°27′ в. д.). Обнаружив шхуну, ПЛ всплыла и сделала по ней несколько выстрелов из 76-мм орудия с 3450 м; один из снарядов попал в судно и повредил ему рангоут. После этого экипаж шхуны, состоявший из четырёх человек, покинул «Иду» на шлюпке. Англичане продолжили обстрел судна, но оно не тонуло даже после 18 сделанных по нему выстрелов. Тогда с лодки была высажена абордажная партия, заложившая на «Иде» подрывные заряды, взрыв которых окончательно уничтожил судно.
14 сентября в 13:04 «Сахиб» выпустила торпеду по береговым сооружениям гавани Буджерру на о. Сардиния. Торпеда взорвалась у мола, при этом два человека на берегу были убиты. Плохая видимость помешала командиру ПЛ наблюдать результат атаки.
16 сентября лодка обнаружила транспортное судно и, всплыв, около 10:18 обстреляла его артиллерийским огнём (примерные координаты: 39°46′ с. ш. 08°09′ в. д.). Четвёртый выстрел дал попадание. Лейтенант Бромедж посчитал, что судно быстро пошло ко дну, поскольку-де было загружено чем-то тяжёлым, возможно железной рудой. Однако по итальянским данным, было атаковано рыболовное судно, которое получило повреждения (потери экипажа — 1 убитый, 2 раненых), но не затонуло.
2 октября «Сахиб», перебазировавшись на Мальту, вошла в состав 10 флотилии подводных лодок. Она продолжила активную деятельность, теперь уже в Ионическом море. 22 октября в 10:00 был замечен итальянский транспорт «Чалино». Выпущенные по нему с дистанции 4100 м четыре торпеды прошли мимо. Сопровождавший транспорт торпедный катер контратаковал, сбросив четыре глубинных бомбы, но ПЛ избежала повреждений.
14 ноября «Сахиб», находясь в 10 милях от побережья Туниса, около 19:29 обнаружила итальянский транспорт «Шилли́н» водоизмещением свыше 1500 т и в надводном положении атаковала его артиллерией. Из 12 снарядов, выпущенных с 1400 м, 10 попали в цель. На лодке перехватили поданный судном сигнал «СОС». После этого по транспорту была выпущена одна торпеда; получив попадание, «Шиллин» затонул практически сразу. Когда ПЛ приблизилась, чтобы спасти выживших, выяснилось, что потопленный транспорт вёз большую группу (свыше 800 чел.) британских военнопленных, большинство из которых погибли. Морякам «Сахиба» за 35 минут спасательных работ удалось подобрать лишь 25 или, по другим данным, 26 англичан и 35 итальянцев из 114. Судно пошло ко дну в точке с координатами 35°14′ с. ш. 11°18′ в. д..
14 декабря в 30 милях от мыса Бон (Тунис) ПЛ встретила итальянский конвой из двух крупных транспортов и двух миноносцев, который также прикрывала авиация, и вышла на него в атаку. Один из миноносцев прошёл менее, чем в 1000 м от лодки, но не обнаружил её. В 13:50 «Сахиб» выпустила пять торпед, добившись одного попадания в транспорт. Миноносцы сбросили по лодке 26 глубинных бомб, но «Сахиб» вышла из-под удара. Когда она вскоре подняла перископ, на поражённом транспорте был виден сильный пожар. Во время нового всплытия около 16:20 было установлено, что транспорт исчез; Бромедж записал на свой счёт потопление. Впоследствии выяснилось, что транспорт действительно был уничтожен — им оказался «Онестас» водоизмещением почти 5 тыс. т, везший важный военный груз из Трапани в Тунис. В 16:47 на лодке услышали мощный взрыв и предположили, что потоплен второй транспорт. Это соответствовало действительности — атаку произвела находившаяся в том же районе английская ПЛ «Анраффлд».
18 декабря лодка, находясь к западу от Сицилии, в течение дня была дважды атакована глубинными бомбами с итальянских миноносцев — в 00:17—02:00 и в 15:20—17:05. ПЛ не была повреждена. 20 декабря «Сахиб» в надводном положении в районе 38°17′ с. ш. 15°10′ в. д. выпустила три торпеды по небольшому (336 т.) каботажному пароходу «Ist. №23» с грузом апельсинов, не попав ни разу с 1450 м, а затем обстреляла его из орудия. Судно не тонуло, но Бромедж решил не продолжать атаку ввиду близости берега, а также потому, что ценность судна была явно невелика. Пароход уцелел и смог добраться до гавани, хотя и получил тяжёлые повреждения (в него попали 10 снарядов, но потерь в людях не было).

#### 1943 год
14 января 1943 года «Сахиб» в 20 милях от Савоны (44°08′ с. ш. 08°18′ в. д.) с 770 м выпустила три торпеды по германскому транспорту «Ойд Тифлет», одна из них около 13:08 попала в цель. Судно затонуло через 10 минут, один человек погиб. Две торпеды, прошедшие мимо, взорвались, ударив в берег.
19 января командир лодки получил приказ идти в Алжир, а по пути туда — осмотреть районы вдоль западного побережья Сардинии. Бромедж принял решение вначале обстрелять артогнём базу гидросамолётов у Финале-Лигуре, которую заметил несколькими днями раньше. Обстрел был произведён 20 января в 02:00. Из 18 снарядов 10 упали в районе ангара; итальянцы признали, что ангар получил повреждения. Когда по ПЛ был открыт огонь береговой батареи, она отошла.
21 января около 08:21 на лодке был зарегистрирован шум винтов. В поднятый перископ вскоре была замечена рубка подводной лодки, шедшей примерно в 4,5 милях. «Сахиб» начала выход в атаку и в 08:45 дала шеститорпедный залп; противник находился в тот момент в 4100 м. Спустя три минуты раздались три взрыва — цель была поражена; в перископ детонация была хорошо видна. «Сахиб» всплыла и направилась к месту потопления. Был подобран один выживший, тяжело раненый немецкий мичман. Потопленной лодкой была U-301. Атака произошла в районе 41°27′ с. ш. 07°04′ в. д..

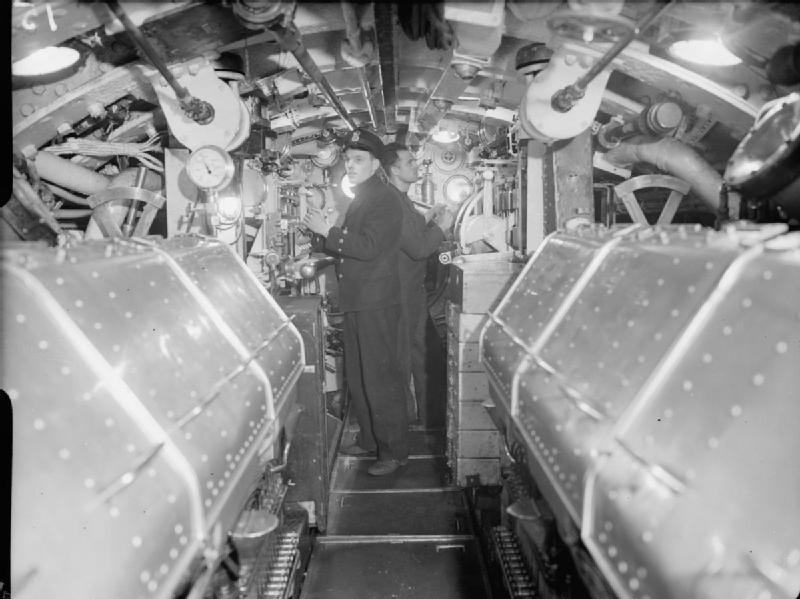
Машинное отделение ПЛ «типа S» (в данном случае — «Стёрджен»

18 февраля вблизи мыса Орландо на Сицилии ПЛ обстреляла два малотоннажных итальянских парусника («Франческо Падре», 97 т и «Санта-Тереза», 20 т). Англичане вели огонь с 11:01 по 11:44, выпустив в общем 74 снаряда и добившись, по собственным оценкам, 10—15 попаданий в каждого из противников, сбив на них мачты и причинив пожар. После этого лодка погрузилась и ушла. Командир посчитал оба транспорта потопленными, однако парусники, хоть и повреждённые, остались на плаву.
Весьма удачным оказался поход, когда ПЛ вышла уже из Алжира. 24 марта у самого берега сицилийского мыса Кавалл был потоплен итальянский танкер «Тоска» (474 т), шедший из Термини-Имерезе в Мессину. По нему в 13:15 были выпущены три торпеды с 2300 м; по-видимому, цель поразила одна, а две других взорвались, попав в берег. Судно затонуло очень быстро, погибли четыре члена экипажа.
27 марта лодка проникла внутрь гавани Милаццо с намерением проверить, нет ли там важных целей. Удалось заметить в середине гавани пришвартовавшийся на бочках транспорт «Сидамо» (2384 т, с грузом соли). В 15:37 по нему была выпущена торпеда, затем ещё одна, которая и попала в судно. «Сидамо» пошёл ко дну. Затем были выпущены ещё две торпеды — по каботажному пароходу и двум шхунам, стоявшим у причальной стенки, но за результатом пронаблюдать не удалось. Известно, что взрывом одной из этих торпед был повреждён катер «Мария-Сакро-Куоре». При этом сама лодка ударилась о грунт у северного мола гавани, но ей удалось благополучно уйти.
Нового успеха «Сахиб» добилась 30 марта на пути между Милаццо и Реджо-ди-Калабрия (38°22′ с. ш. 15°25′ в. д.). Всплыв, она артиллерийским огнём потопила малотоннажные суда «Санта-Мария-дель-Сальвационе» (25 т.) и «Сан-Винченцо» (29 т) и повредила ещё два. 4 апреля она вернулась в Алжир.

#### Последний поход
16 апреля 1943 года «Сахиб» вышла из Алжира в свой 10-й по счёту боевой поход, оказавшийся последним. 23 апреля в 3 милях к югу от Капо-Ватикано (Калабрия) она, всплыв, обстреляла буксир «Валенте» (276 т) и баржу, которую тот буксировал. Судно получило 45 снарядов, баржа 25, но им удалось выброситься на берег. «Валенте» полностью выгорел.
24 апреля около 04:50 Бромедж заметил в перископ итальянский конвой. Это были транспорт «Галиола» водоизмещением 1428 т с грузом угля и различных припасов, с которым шли корветы «Габбиано» и «Эутерпе» и миноносцы «Климене» и «Анджело». В 04:58 лодка произвела залп, выпустив по транспорту четыре торпеды с 2560 м; получив одно попадание «Галиола» затонул в течение пяти минут у 38°20′05″ с. ш. 15°11′09″ в. д.. Одна из торпед прошла рядом с «Габбиано», на котором заметили, откуда она была выпущена; корабль контратаковал. Он сбросил 21 глубинную бомбу, вскоре ещё две сбросили сопровождавшие конвой самолёты. «Сахиб», уклоняясь от атаки, погрузилась на значительную глубину (залипшая стрелка глубиномера остановилась на отметке в 270 футов (82,3 м). Затем в бой вступил «Эутерпе», сбросивший ещё 30 бомб. ПЛ получила серьёзные повреждения — была нарушена водонепроницаемость прочного корпуса в кормовой части. Ей оставалось только всплывать.
«Сахиб» показалась на поверхности в 05:44 по британскому времени (06:44 по итальянскому). По ней сразу же открыли огонь «Эутерпе», «Габбиано» и «Климене», бывшие от неё в 6500 м. Лодка также подверглась пулемётному обстрелу с самолётов Ю-88, прибывших к месту боя. Экипаж покинул подводную лодку и принял меры по её затоплению. Она пошла ко дну настолько быстро, что итальянцы не смогли высадиться на неё. Весь экипаж лодки, 48 чел., был спасён и попал в плен; один моряк был ранен и умер от ран 3 мая.